# Abichites
Abichites – rodzaj głowonogów z wymarłej podgromady amonitów, z rzędu Ceratitida
Żył w okresie permu.